# Turchese (minerale)
Il turchese (o la turchese) è un minerale di colore azzurro-verde appartenente al sistema triclino.
Sempre opaca o appena traslucida, questa gemma può mostrare un colore azzurro uniforme o venature dendritiche brune o nere di limonite.
Rarissima in cristalli trasparenti, si trova sempre in noduli o masse microcristalline reniformi o in sottili venature all'interno delle rocce incassanti. La sua porosità causa facili alterazioni al colore originario, pertanto talvolta si effettuano trattamenti di impregnazione a scopo protettivo.
La formula chimica è:
CuAl6[(OH)2|PO4]4H2O.

## Storia
Plinio cita la turchese nella sua Naturalis Historia chiamandola "callaina" (da καλλόλιθος - "bella pietra"), notando la porosità di questa pietra, la quale si altera irreversibilmente a contatto con profumi, unguenti, saponi o sostanze acide: "la callaina viene attaccata dagli oli, dai balsami e dal vizio...". Infatti, la turchese è tra le pietre più delicate, e l'uso scorretto potrebbe alterarne il colore.
Il reperto più antico della turchese è un bracciale risalente a circa 8000 anni fa scoperto in Egitto, seguito da un monile con turchesi trovato insieme ad una mummia di 7500 anni fa. Tra gli svariati oggetti aztechi vi sono varie rappresentazioni di serpenti che allontanavano il cielo dagli astri; la pietra fu usata anche dai maya dal 2000 a.C., dagli incas tra il XV ed il XVI secolo e dai navajo. Tra i manufatti dell'antica Roma vi è un busto di Tiberio conservato al Museo degli argenti di Firenze.
Altre turchesi presenti in Italia sono custodite nel Tesoro di San Marco a Venezia.
La turchese era ritenuta amorfa fino al 1911, quando in Virginia furono trovati dei cristalli triclini.
I primi giacimenti sfruttati furono quelli del monte Sinai.

## Caratteri diagnostici
Scaldata in un tubo chiuso, la turchese perde acqua e diventa bruna o nera; inoltre non fonde al cannello e non tinge la fiamma in verde (al contrario delle imitazioni).

## Usi
È stata usata fin dall'antichità come pietra preziosa e ornamentale.
Grande importanza ebbe presso gli egizi che la ricavavano dalle miniere dello Uadi Maghara nella penisola del Sinai. Il taglio più usato è quello cabochon a superficie curva senza sfaccettature.

## Abito cristallino
In noduli o in microcristalli.

## Origine e giacitura
La turchese è un minerale di genesi secondaria e si forma in seguito alla circolazione di soluzioni mineralizzanti all'interno di rocce sedimentarie soprattutto arenarie o vulcaniche normalmente fratturate.
Il minerale si trova nei giacimenti secondari di rame ma anche in rocce alluminifere ignee o sedimentarie solitamente poste in zone aride.
Viene estratta prevalentemente in USA (negli stati dell'Arizona, Nevada, Nuovo Messico), in Cina, Perù, Messico, Iran, Tibet, Siberia, Australia, Africa, e Turchia.

## Forme in cui si presenta in natura
Il minerale si trova sotto forma di incrostazioni, di concrezioni e massivo.

### Tipi di turchese
- Turchese africana. Viene estratta in miniere africane. Il colore è sul verde pallido, con punti neri. In realtà si origina come diaspro, e non come vera turchese.
- Turchese americana. Proveniente dall'America, di colore celeste acceso.
- Turchese cinese. Estratta dalle aree note come Hubei e Anhui, di colore verde mischiato con blu e giallo. Nei suoi strati esterni viene trattata con della cera di paraffina.
- Turchese giallo limone. Cinese, di colore giallo chiaro mischiato a un po' di verdino. Molto rara.
- Turchese messicana. Di un celeste acceso, estratta dalle miniere Compitas.
- Turchese nepalese. Di un celeste un po' più opaco rispetto agli altri.
- Turchese persiana.
- Turchese trattata. Le parti porose della pietra vengono riempite con una sostanza trasparente (di solito paraffina, olio minerale, colore plastico).
- Turchese stabilizzata. La resina presente viene infusa all'interno dei pori della pietra, in modo che il colore non cambi nel tempo.
- Turchese Mojave o verde mela. Colorata di un verde acceso.

## Caratteristiche chimico fisiche
A 250 °C la turchese diventa verde, opaco, mentre aumentando la temperatura, il minerale perde l'acqua tramutandosi in una pasta vitrea scura.
- Indice di rifrazione medio: 1,62[4]
- Peso molecolare: 813,44 grammomolecole[3]
- Indice di elettroni: 2,89 g/cm³[3]
- Indici quantici[3]:
  - fermioni: 0,0002673225
  - bosoni: 0,9997326775
- Indici di fotoelettricità[3]:
  - PE: 4,64 barn/elettrone
  - ρ: 13,43 barn/cm³
- Indice di radioattività: 0 (il minerale non è radioattivo)[3]

## Cristalloterapia
Secondo gli antichi Egizi, era un toccasana contro la cataratta.
Aristotele credeva che il veleno delle vipere facesse stillare questo minerale.
La turchese è la pietra dei nati sotto il segno del Sagittario.
Secondo la tradizione, alla turchese si riconoscono proprietà protettive e facilitative della parola e della comunicazione a mitigazione del conflitto di appartenenza dell'esprimibile, nonché numerose virtù terapeutiche, fra cui la capacità di proteggere dai morsi di serpenti velenosi.
La turchese ispirerebbe pensieri elevati e favorirebbe amore profondo.
Si crede che la pietra sbiadisca all'approssimarsi di una disgrazia, specialmente quando finisce un amore, e che sia capace di infondere coraggio in battaglia e di segnalare l'infedeltà diventando nera in caso di adulterio. Come tutte le pietre blu e azzurre, è legata al 5º chakra, quello della gola.

## Il taglio
A cabochon per anelli e orecchini, a sfere per collane.
In Asia viene utilizzato per oggetti intagliati e statuette.

## Pietre simili
- crisocolla[4]
- variscite[4]
- lazulite[4]
- odontolite[4]
- emimorfite blu di Sardegna[4]
- smithsonite[4]
- amazzonite[4]

## Imitazioni
- porcellana[4]
- plastica[4]
- smalto[4]
- vetro[4]
- howlite dipinta in maniera da assomigliare alla turchese[4]

## Gemme celebri
- il pettorale di Sesostri III conservato al Metropolitan Museum of Arts di New York[3].
- vari mosaici aztechi del British Museum di Londra[3].
- vari oggetti in turchese del tesoro dell'ex scià di Persia[3].